# Wikimedia Meta-Wiki
Wikimedia Meta-Wiki (anche chiamata Meta) è il sito per il coordinamento di tutti i progetti Wikimedia e delle diverse comunità Wikimedia. Come tutti i siti Wikimedia, è gestito dalla sua comunità e la sua proprietà appartiene alla Wikimedia Foundation.

## Caratteristiche
Fondata nel novembre del 2001 sotto il nome di Meta-Wikipedia, ora svolge i seguenti ruoli:
1. Discutere sulla formulazione dei progetti di Wikimedia.
2. Essere un forum per saggi personali, non necessariamente NPOV.
3. Preparazione del contenuto per gli altri progetti.
4. Coordinamento per il processo di sviluppo.
5. Essere una guida all'uso del software MediaWiki.

Meta è, attualmente, uno dei principali luoghi di discussione per tutti i Wikimediani (ma anche di Wikipediani, Wikisourciani ecc.). Meta è un progetto autonomo e indipendente ed ha quindi le proprie politiche.
A differenza dell'originale versione del sito sulla Wikipedia in inglese, Meta è diventato un sito di lavoro multilingue utilizzato dai contribuenti ai vari progetti della Wikimedia Foundation.
Meta utilizza il software MediaWiki.